# Verdad y Democracia Social
Verdad y Democracia Social (o conocido por sus siglas, VERDES) fue una agrupación ciudadana boliviana, catalogado también como partido político, de tendencia conservadora liberal, liderada por el político, Rubén Costas. Surgió de una alianza electoral conformada el 12 de noviembre de 2009 en Santa Cruz. En las elecciones subnacionales de 2010, Costas ganó la gobernación de Santa Cruz, que había gobernado anteriormente como prefecto. Celebró su primer congreso y único congreso en junio de 2011 
Luego de acercamientos con Oscar Ortiz (líder de Consenso Popular), así como con otros líderes (incluyendo disidentes de la alianza Plan Progreso para Bolivia-Convergencia Nacional, Primero el Beni y Libertad y Democracia Renovadora), oficialmente dejó de existir el 28 de agosto de 2013, para dar lugar al Movimiento Demócrata Social (MDS).

## Historia

### Antecedentes
Rubén Costas, quién se postuló con la sigla Autonomía para Bolivia (APB) por la prefectura de Santa Cruz, ganó la elección con un porcentaje de %. Su victoria se debió a múltiples negociaciones y marchas para exigir que los prefectos (y posteriormente, gobernadores) de los nueve departamentos, sean elegidos por voto popular. Anteriormente, la Constitución de 1967, establecía que el presidente debía designar a los prefectos de cada departamento, pero finalmente esa disposición se deroga con la Ley 3015, que establece las elecciones municipales a partir de 2005 (y que luego cambiaria su denominación a subnacionales). Su investidura se llevó a cabo el 22 de enero de 2006.
Luego de ser elegido como prefecto y a pesar de recibir apoyo de múltiples frentes (incluyendo a UN, MIR-Nueva Mayoría y ADN, entre otros), Costas se declara un candidato independiente, con miras a la reelección en 2009.Se separó de Autonomía para Bolivia y mostró intenciones de crear su propio partido político. Para el referéndum de 2008, directamente fue ratificado como prefecto con el 66% de los votos.

### Fundación y primer congreso
Verdad y Democracia Social nació como agrupación política el 12 de noviembre de 2009. Bajo la nueva constitución política de 2009, era posible que tanto organizaciones como pueblos indígenas sean parte de la elección, y no así, sólo partidos políticos de carácter nacional. 
Antes de su postulación, Costas renunció a la ahora denominada gobernación de Santa Cruz, dejando el cargo al concejal Roly Aguilera, para cumplir con el requisito de la Constitución a una reelección. Se presentó como líder de VERDES y candidato para un nuevo mandato y ganó la elección nuevamente con un 52,6 % en las elecciones subnacionales de 2010.Es posesionado por segunda ocasión, el 30 de mayo de 2010. Luego de ganar su única elección con esa sigla, en 2011 realizó un Congreso Departamental donde se manifestó que «Verdes ya era un partido», concretamente un partido departamental, aunque se precisó que «continuaría con la denominación de agrupación ciudadana». Se manifestó también que el partido estaría en condiciones para un futuro de buscar el gobierno central de Bolivia.

### Desaparición
Costas anunció que crearía un nuevo partido político a nivel nacional en marzo de 2013, convocando a una reunión de líderes políticos. En esa reunión estuvieron presentes Ernesto Suárez como exprefecto y Carmelo Lens, como gobernador de Beni de aquel entonces, respectivamente; senadores disidentes de Plan Progreso para Bolivia-Convergencia Nacional (entre ellos, Bernard Gutiérrez y Jeanine Añez), entre otros.El anuncio se oficializó el 25 de abril de 2013, dando inicio a Movimiento Demócrata Social (MDS).
En el transcurso, rumbo a las elecciones generales de 2014, Costas se reunió con Oscar Ortiz, quien había creado la agrupación ciudadana Consenso Popular y que venía de ser un disidente de la bancada de Poder Democrático Social (Podemos). Ortiz también conformó con anterioridad, la "Convergencia Unidad Nacional-Consenso Popular" (o por sus siglas, UN-CP) para las elecciones generales de 2009, donde terminaron en tercer lugar con el 5,65 % y solo obtuvieron en su conjunto, 3 diputados.A Costas, esto le sirvió de puente para a futuro, acercarse a Samuel Doria Medina (líder de Unidad Nacional) y con quien posteriormente darían paso a la alianza Unidad Demócrata, en 2014. 
Originalmente, se tenía planeado fusionar Consenso Popular, junto con Verdad y Democracia Social, Libertad y Democracia Renovadora (LIDER) y Primero el Beni. Sin embargo, la fusión fue rechazada por el Órgano Electoral Plurinacional. Finalmente, el dilema se resuelve cambiando el nombre de Consenso Popular a Movimiento Demócrata Social. Desde ese cambio, Verdad y Democracia Social dejó de existir y la mayoría de sus integrantes se fueron a las filas de MDS, heredando los denominativos Democracia y Social de la agrupación VERDES.

## Resultados electorales

### Subnacionales
| Año  | Candidato                 | Votos   | %                | Posición | Resultado | Notas |
| ---- | ------------------------- | ------- | ---------------- | -------- | --------- | ----- |
| 2010 | Rubén Costas (reelección) | 515 370 | \| \| 52,64 % \| | (1°)     | Sí electo |       |
|      | 52,64 %                   |         |                  |          |           |       |